# Protos (Amt)
Protos (griechisch πρώτος „erster“) ist die Bezeichnung für den höchsten Repräsentanten der Mönchsrepublik Athos. Sein Sitz ist in Karyes.

## Amt
Der Protos ist der Vorsitzende der aus vier weiteren Mitgliedern bestehenden „Heiligen Verwaltung“ (Ιερά Επιστασία, Iera Epistasia). Diese ist das Exekutivorgan der „Heiligen Zusammenkunft“ (Ιερά Κοινότητα, Iera Koinotita), der Versammlung von Repräsentanten der 20 Klöster der Mönchsrepublik.
Der Protos nimmt an den Versammlungen der Heiligen Synode in Konstantinopel als Vertreter der Mönchsrepublik teil und hat einige Kompetenzen. Er kann Äbte einsetzen und abberufen, in Übereinstimmung mit dem Patriarchat in Konstantinopel. In der Vergangenheit hatte er auch die Befugnis zur Weihe von Priestern.

## Geschichte
Für das Jahr 908 wurde erstmals ein Protos auf Athos erwähnt. Spätestens seit 911 ist sein Sitz in Karyes. Im Jahr 972 wurde seine Funktion im Typikon für den Athos von Kaiser Johannes Tzimiskes aufgeführt.
Im Typikon von 1810 wurde die Funktion des Protos, der vier Mitglieder der „Heiligen Verwaltung“ und der „Heiligen Zusammenkunft“ als Vertretung der Klöster auf dem Athos festgelegt.

## Protoi
- Christodoulos von Patmos (nach 1093)
- Hilarion
- Johannes Tarchaneiotes (um 1107)
- Johannes Chortaitinos (bis 1253)
- Nephon Kausokalybites (1345–1347)
- Antonius (serbischer (?) Mönch, 1348)
- Dorotheos von Hilandar (serbischer Mönch, 1356–1366)